# Åkrehamn
Åkrehamn is een plaats in de Noorse gemeente Karmøy, provincie Rogaland. Åkrehamn telt 10.540 inwoners (1 januari 2013) en heeft een oppervlakte van 7,56 km². Het noordelijke deel van Åkrehamn omvat nu het oude vissersdorp Sævelandsvik. Het is gecentreerd op het beschermde havengebied genaamd Mannes. De economie van dit gebied is gericht op de visserij en enkele andere kleine industrieën.